# Branko Jovičić
Branko Jovičić (en serbio: Бранко Јовичић; Raška, 18 de marzo de 1993) es un futbolista serbio que juega en la demarcación de centrocampista para el F. K. TSC de la Superliga de Serbia.

## Selección nacional
Hizo su debut con la selección de fútbol de Serbia el 11 de octubre de 2018 en un partido de la Liga de Naciones de la UEFA 2018-19 contra Montenegro. El partido acabó con un resultado de 0-2 a favor del combinado serbio tras un doblete de Aleksandar Mitrović.

## Clubes
| Club                      | País    | Año       | Partidos | Goles |
| ------------------------- | ------- | --------- | -------- | ----- |
| F. K. Borac Čačak         | Serbia  | 2012-2014 | 52       | 0     |
| F. C. Amkar Perm          | Rusia   | 2014-2017 | 63       | 5     |
| Estrella Roja de Belgrado | Serbia  | 2017-2020 | 78       | 3     |
| F. C. Ural                | Rusia   | 2020-2022 | 35       | 0     |
| LASK Linz                 | Austria | 2022-2025 | 108      | 5     |
| F. K. TSC                 | Serbia  | 2025-     |          |       |

## Palmarés

### Campeonatos nacionales
| Título              | Club                      | País   | Año  |
| ------------------- | ------------------------- | ------ | ---- |
| Superliga de Serbia | Estrella Roja de Belgrado | Serbia | 2018 |
| Superliga de Serbia | Estrella Roja de Belgrado | Serbia | 2019 |
| Superliga de Serbia | Estrella Roja de Belgrado | Serbia | 2020 |